# Городенка (гміна)
Ґміна Городенка — адміністративна субодиниця Городенківського повіту Станіславського воєводства. Утворена 1 серпня 1934 року згідно з розпорядженням Міністерства внутрішніх справ РП від 21 липня 1934 за підписом міністра Мар'яна Зиндрама-Косьцялковського під час адміністративної реформи. Місто Городенка стало центром сільської ґміни Городенка, але не входило до її складу. Ґміна утворена з попередніх самоврядних сільських гмін Городніца, Ясєнюв Польни, Пробабін, Серафіньце, Стшильче
У 1934 р. територія ґміни становила 102,23 км². Населення ґміни станом на 1931 рік становило 10 543 особи. Налічувалось 2 282 житлові будинки.
Ґміна ліквідована в 1940 р. у зв’язку з утворенням Городенківського району.